# Eckart Altenmüller
Eckart Altenmüller (Rottweil, 19 de diciembre de 1955) es un médico, músico e investigador alemán, que se desempeña en el campo de la neurofisiología y la neuropsicología de los músicos.

## Biografía
Altenmüller estudió medicina en Tubinga y París desde 1974 hasta 1981 y música en el Conservatorio de Música de Friburgo entre 1979 y 1985 (con especialidad en flauta traversa). Después de recibir su doctorado en medicina, continuó su especialización en el área de neurología en la Universidad de Friburgo.
Desde 1994, Altenmüller es profesor universitario y director del “Instituto de Fisiología Musical y Medicina del Músico” (IMMM) en el Instituto de Música, Teatro y Medios de Hannover.
Desde 2005, Altenmüller es miembro ordinario de la Academia de Ciencias de Gotinga. En 2013 fue galardonado con el Premio Científico de Baja Sajonia.
Fue presidente de la Sociedad Alemana de Fisiología de la Música y Medicina de los Músicos desde 2005 hasta 2011, y vicepresidente entre 2011 y 2018.

## Premios
- Becario de la Studienstiftung (Fundación de Estudios del Pueblo Alemán)[2]

## Obras

### Libros
- Editado con Claudia Spahn y Bernhard Richter: Medicina del músico: diagnóstico, terapia y prevención de enfermedades específicas de los músicos. Schattauer, Stuttgart 2010, ISBN 978-3-7945-6364-7.
- Enfermedades neurológicas en músicos. Springer 2002 ISBN 978-3-642-37000-7.
- Del neandertal a la filarmónica: por qué los humanos no podemos vivir sin música. Springer-Verlag 2018, ISBN 978-3-8274-1681-0.

### CD
- Neurobiología y psicología de las emociones fuertes: la risa y las lágrimas en la música. Red de auditorios de Müllheim

### DVD
- Por qué amamos la música: Sobre la neurobiología del lenguaje de la emoción. Editorial Auditorio Müllheim